# Зав'язь

Будова квітки

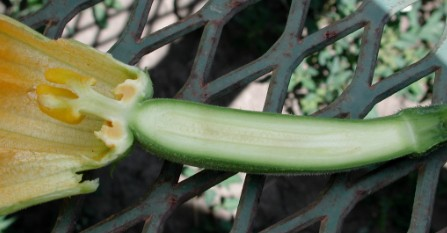
Зав'язь

Зав'язок (лат. ovarium, i n)  — нижня потовщена частина маточки, в якій містяться насінні зачатки.
Якщо зав'язь прикріплюється до квітколожа тільки своєю основою, а вся інша частина її вільна, її називають верхньою (у картоплі, помідорів). Якщо зав'язь занурена у квітколоже, з яким вона зростається, таку зав'язь називають нижньою (у огірка, гарбуза).
У зав'язі маточки знаходиться порожнина — гніздо. Розрізняють одно- і багатогнізду зав'язі. Багатогнізда — утворюється в результаті зростання кількох плодолистків. Кількість гнізд рівна кількості зрослих плодолистків. У кожному гнізді на стінках зав'язі формуються насінневі зачатки. Їх може бути від одного (у сливи, вишні) до кількох тисяч (у маку, орхідних).